# Rue Saint-Fiacre (Nancy)
Pour les articles homonymes, voir Rue Saint-Fiacre.
La rue Saint-Fiacre est une voie située au sein de la commune de Nancy, dans le département de Meurthe-et-Moselle, en région Lorraine.

## Origine du nom
Elle est nommée en l'honneur du patron des jardiniers, saint Fiacre de Brie.

## Historique
Cette voie est l'ancienne « rue des Jardins ».